# Guidimé
Guidimé è un comune rurale del Mali, capoluogo del circondario di Yélimané, nella regione di Kayes.
Il territorio è raggiungibile per via aerea tramite l'aeroporto di Yélimané (IATA: EYL, ICAO: GAYE) situato alla periferia Nord dell'abitato di Yélimané, maggiore centro e sede amministrativa del comune di Guidimé.